# Almirantado de São Petersburgo

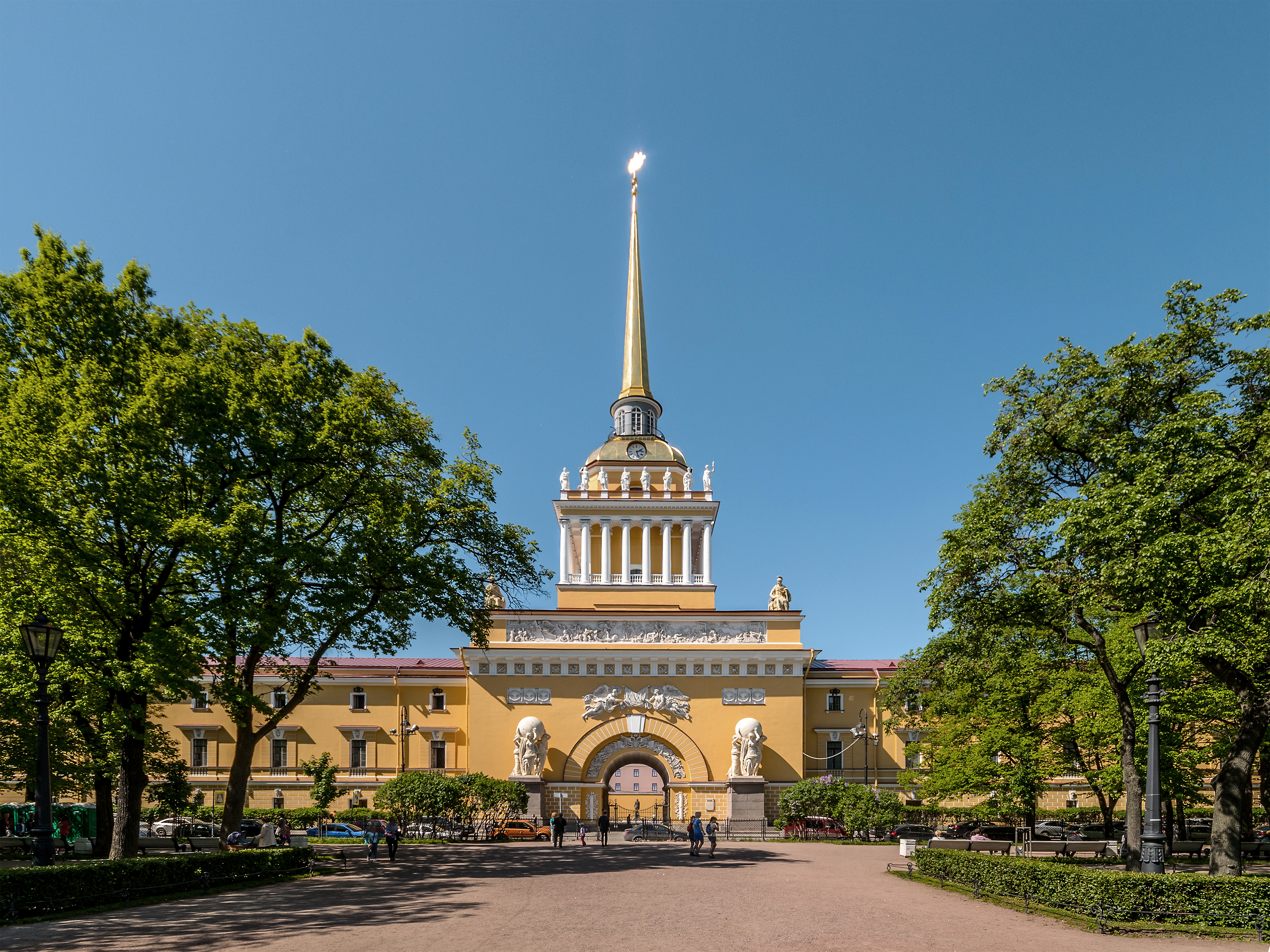
Almirantado de São Petersburgo (1806-1823)

O Almirantado de São Petersburgo, construído entre 1806 e 1823, é a antiga sede do Conselho de Almirantes e Marinha Imperial Russa. O edifício do estilo império, projetado pelo arquiteto Andrejan Zacharov entre 1806 e 1823, está localizado no extremo leste da avenida Névski, e é um dos monumentos mais conhecidos da cidade. O edifício foi construído para simbolizar as ambições marítimas do czar. O projeto original consistia num estaleiro fortificado que foi mais tarde cercado por cinco baluartes e cuja proteção foi reforçada com um fosso. O Almirantado, com o seu pináculo dourado encimado por um cata-vento com a forma de um pequeno navio de guerra (Korablik), é um dos marcos de maior destaque da cidade e o ponto principal das três principais ruas antigas de São Petersburgo — a avenida Névski, a rua Gorokhóvaia e a avenida Voznesensky, o que sublinha a importância que Pedro I deu à Marinha Russa.
Vladimir Nabokov, escritor e natural de São Petersburgo, escreveu uma curta história em maio de 1933 intitulada "The Admiralty Spire".